# Get Christie Love!
Get Christie Love! (emesa a Espanya com Busquen a Christie Love) va ser una sèrie de televisió estatunidenca emesa en la temporada 1974-1975 inspirada en la novel·la The Ledger de l'autora Dorothy Uhnak, va tenir el seu origen en una pel·lícula directament rodada per a televisió amb el mateix títol i emesa el 22 de gener de 1974.
La detective Olga Ford del NYPD va exercir com a assessora tècnica de la sèrie.
En 2017 es va anunciar que ABC estava desenvolupant un reinici de la sèrie dels productors Courtney Kemp i Vin Diesel.

## Argument
Get Christie Love! fou emesa originalment el gener de 1974 com a ABC Movie of the Week, inspirat en les pel·lícules d'heroïna Blaxploitation dels anys 70 com Cleopatra Jones (1973) de Tamara Dobson, i Coffy (1973) i Foxy Brown (1974) de Pam Grier. El personatge del títol tenia una frase ganxo; en aplegar un criminal, Love declarà: "Estàs arrestat, Sugah!" 
La pel·lícula va ser un èxit i, per tant, va generar una sèrie de televisió de curta durada a la xarxa ABC. Es van emetre 22 episodis de l'11 de setembre de 1974 al 5 d'abril de 1975, amb Charles Cioffi com a supervisor de Love, el Tt. Matt Reardon, que després va ser substituït per Jack Kelly com a capità Arthur Ryan.
Finançada amb un pressupost escàs i força sanejat per complir la moral religiosa de Graves (ella s'havia unit als testimonis de Jehovà des de l'emissió del pilot, i finalment es va retirar de la indústria d'entreteniment per centrar-se en la seva fe), la sèrie es va cancel·lar al cap d'un any. En un episodi es van trobar molts dels ex-companys de Laugh-In de Teresa Graves, com Judy Carne, Jo Anne Worley, i Arte Johnson, en particular interpretant un atacant boig. Una altra estrella convidada destacada va ser Jaclyn Smith, que va aparèixer en un episodi titulat "A Fashion Heist".
El paper protagonista de TV va convertir Graves en la segona dona afroamericana protagonista d'un drama de la televisió estatunidenca, després de Diahann Carroll a Julia.

## Repartiment
- Teresa Graves: Christie Love
- Charles Cioffi: Matt Reardon
- Jack Kelly: Tinent Ryan

## Premis
L'actriu protagonista va rebre el Premi TP d'Or en la seva edició de 1976 com a millor actriu estrangera.